# 沟痕近扇蟹
沟痕近扇蟹（学名：[Xanthias canaliculatus] 错误：{{Lang}}：文本有斜体标记（帮助））为扇蟹科近扇蟹属的动物。分布于日本、夏威夷、土阿莫土群岛以及中国大陆的西沙群岛等地，生活环境为海水，多见于珊瑚礁浅水中。